# Список наград и номинаций мультфильма «Холодное сердце»
«Холо́дное се́рдце» (англ. Frozen) — американский компьютерный анимационный фильм 2013 года, созданный Walt Disney Animation Studios. Режиссёрами картины выступили Крис Бак и Дженнифер Ли, также написавшая сценарий, а продюсером — Питер Дель Вечо. По сюжету принцесса Анна отправляется в путешествие, чтобы отыскать свою отчуждённую сестру Эльзу, чьи ледяные силы погрузили королевство во мрак вечной зимы.
Премьерный показ состоялся 19 ноября 2013 года в голливудском театре Эль-Капитан. Фильм вышел в широкий прокат 27 ноября в 3742 кинотеатрах США и Канады. Картина собрала $ 67 млн за первую неделю, заняв вторую строчку среди самых кассовых фильмов недели. Лента собрала свыше $ 1,27 млрд при бюджете в $ 150 млн. По состоянию на сентябрь 2016 года, «Холодное сердце» является самым кассовым мультфильмом в истории кинематографа и самым кассовым в 2013 году. На сайте Rotten Tomatoes фильм имеет рейтинг одобрения критиков 90%, основанный на 239 полученных рецензиях.
Фильм был номинирован в двух категориях на 71-й церемонии вручения премии «Золотой глобус», одержав победу в номинации «Лучший анимационный фильм». Картина стала лауреатом 41-й премии «Энни» в пяти номинациях. На 86-й вручении «Оскара» фильм также получил награду «Лучший анимационный фильм» и «Лучшая песня к фильму» за композицию «Let It Go». «Холодное сердце» признали «Лучшим анимационным фильмом» на церемонии BAFTA. Лента также стала лауреатом на премии Critics’ Choice Movie Awards в категориях «Лучший анимационный фильм» и «Лучшая песня». На 57-й церемонии Грэмми фильм одержал победу в номинациях «Лучший сборник саундтреков для визуальных медиа» и «Лучшая песня, написанная для визуальных медиа» («Let It Go»).

## Награды и номинации
| Премия                                         | Дата вручения   | Категория                                                                          | Номинанты и получатели                                                                          | Результат | Ист.                 |
| ---------------------------------------------- | --------------- | ---------------------------------------------------------------------------------- | ----------------------------------------------------------------------------------------------- | --------- | -------------------- |
| Оскар                                          | 2 марта 2014    | Лучший анимационный фильм                                                          | Крис Бак, Дженнифер Ли и Питер Дель Вечо                                                        | Победа    | [ 11 ] [ 15 ]        |
| Оскар                                          | 2 марта 2014    | Лучшая песня к фильму                                                              | «Let It Go» (Кристен Андерсон-Лопес и Роберт Лопес)                                             | Победа    | [ 11 ] [ 15 ]        |
| Афро-американская ассоциация кинокритиков      | 13 декабря 2013 | Лучший анимационный фильм                                                          | —                                                                                               | Победа    | [ 16 ]               |
| Союз женщин-киножурналистов                    | 19 декабря 2013 | Лучший анимационный фильм                                                          | Крис Бак и Дженнифер Ли                                                                         | Номинация | [ 17 ] [ 18 ]        |
| Союз женщин-киножурналистов                    | 19 декабря 2013 | Лучшая женщина-режиссёр                                                            | Дженнифер Ли                                                                                    | Номинация | [ 17 ] [ 18 ]        |
| Союз женщин-киножурналистов                    | 19 декабря 2013 | Лучшая женщина-сценарист                                                           | Дженнифер Ли                                                                                    | Номинация | [ 17 ] [ 18 ]        |
| Союз женщин-киножурналистов                    | 19 декабря 2013 | Лучшая героиня анимационного фильма                                                | Анна (Кристен Белл)                                                                             | Победа    | [ 17 ] [ 18 ]        |
| Союз женщин-киножурналистов                    | 19 декабря 2013 | Лучшая героиня анимационного фильма                                                | Эльза (Идина Мензел)                                                                            | Номинация | [ 17 ] [ 18 ]        |
| Американская ассоциация монтажёров             | 7 февраля 2014  | Лучший монтаж анимационного фильма                                                 | Джефф Дрэхейм                                                                                   | Победа    | [ 19 ] [ 20 ]        |
| Энни                                           | 1 февраля 2014  | Лучший анимационный фильм                                                          | —                                                                                               | Победа    | [ 9 ] [ 21 ]         |
| Энни                                           | 1 февраля 2014  | Лучшая анимация персонажей в анимационном фильме                                   | Тони Смид                                                                                       | Номинация | [ 9 ] [ 21 ]         |
| Энни                                           | 1 февраля 2014  | Лучший дизайн персонажей в анимационном фильме                                     | Билл Шваб                                                                                       | Номинация | [ 9 ] [ 21 ]         |
| Энни                                           | 1 февраля 2014  | Лучшая режиссура анимационного фильма                                              | Крис Бак и Дженнифер Ли                                                                         | Победа    | [ 9 ] [ 21 ]         |
| Энни                                           | 1 февраля 2014  | Лучшая музыка анимационного фильма                                                 | Роберт Лопес, Кристен Андерсон-Лопес, Кристоф Бек                                               | Победа    | [ 9 ] [ 21 ]         |
| Энни                                           | 1 февраля 2014  | Лучшая художественная постановка анимационного фильма                              | Майкл Джиаймо, Лиза Кин, Дэвид Вомерсли                                                         | Победа    | [ 9 ] [ 21 ]         |
| Энни                                           | 1 февраля 2014  | Лучшая раскадровка анимационного фильма                                            | Джон Рипа                                                                                       | Номинация | [ 9 ] [ 21 ]         |
| Энни                                           | 1 февраля 2014  | Лучшее озвучивание анимационного фильма                                            | Олаф (Джош Гэд)                                                                                 | Победа    | [ 9 ] [ 21 ]         |
| Энни                                           | 1 февраля 2014  | Лучший сценарий анимационного фильма                                               | Дженнифер Ли                                                                                    | Номинация | [ 9 ] [ 21 ]         |
| Энни                                           | 1 февраля 2014  | Лучший монтаж анимационного фильма                                                 | Джефф Дрэхейм                                                                                   | Номинация | [ 9 ] [ 21 ]         |
| Ассоциация кинокритиков Остина                 | 17 декабря 2013 | Лучший анимационный фильм                                                          | —                                                                                               | Победа    | [ 22 ]               |
| Общество кинокритиков Бостона                  | 8 декабря 2013  | Лучший анимационный фильм                                                          | —                                                                                               | 2-е место | [ 23 ]               |
| BAFTA                                          | 16 февраля 2014 | Лучший анимационный фильм                                                          | Крис Бак и Дженнифер Ли                                                                         | Победа    | [ 12 ]               |
| British Academy Children's Awards              | 23 ноября 2014  | BAFTA Kid's Choice Award                                                           | —                                                                                               | Победа    | [ 24 ]               |
| British Academy Children's Awards              | 23 ноября 2014  | Детский художественный фильм                                                       | —                                                                                               | Номинация | [ 24 ]               |
| Американское общество специалистов по кастингу | 22 января 2015  | Лучший художественный анимационный фильм                                           | —                                                                                               | Победа    | [ 25 ] [ 26 ]        |
| Ассоциация кинокритиков Чикаго                 | 16 декабря 2013 | Лучший анимационный фильм                                                          | —                                                                                               | Номинация | [ 27 ]               |
| Cinema Audio Society Awards                    | 22 февраля 2014 | Выдающиеся достижения в микшировании звука для художественных анимационных фильмов | Габриэль Гай, Дэвид Э. Флур, Кейси Стоун, Мэри Джо Лэнг                                         | Победа    | [ 28 ]               |
| Critics’ Choice Movie Awards                   | 16 января 2014  | Лучший анимационный фильм                                                          | —                                                                                               | Победа    | [ 13 ]               |
| Critics’ Choice Movie Awards                   | 16 января 2014  | Лучшая песня                                                                       | «Let It Go» (Кристен Андерсон-Лопес и Роберт Лопес)                                             | Победа    | [ 13 ]               |
| Ассоциация кинокритиков Далласа/Форт-Уэрта     | 16 декабря 2013 | Лучший анимационный фильм                                                          | —                                                                                               | Победа    | [ 29 ]               |
| Дориан                                         | 21 января 2014  | Яркий поразительный фильм года                                                     | —                                                                                               | Номинация | [ 30 ]               |
| Международный кинофестиваль в Дубае            | 13 декабря 2013 | Emirates NBD People's Choice Award                                                 | Крис Бак и Дженнифер Ли                                                                         | Победа    | [ 31 ]               |
| Общество кинокритиков Флориды                  | 18 декабря 2013 | Лучший анимационный фильм                                                          | —                                                                                               | Победа    | [ 32 ]               |
| Золотой глобус                                 | 12 января 2014  | Лучший анимационный фильм                                                          | —                                                                                               | Победа    | [ 7 ] [ 8 ]          |
| Золотой глобус                                 | 12 января 2014  | Лучшая песня                                                                       | «Let It Go» (Кристен Андерсон-Лопес и Роберт Лопес)                                             | Номинация | [ 7 ] [ 8 ]          |
| Грэмми                                         | 8 февраля 2015  | Лучшая песня, написанная для визуальных медиа                                      | «Let It Go» (Кристен Андерсон-Лопес и Роберт Лопес)                                             | Победа    | [ 14 ] [ 33 ] [ 34 ] |
| Грэмми                                         | 8 февраля 2015  | Лучший саундтрек для визуальных медиа                                              | Кристоф Бек                                                                                     | Номинация | [ 14 ] [ 33 ] [ 34 ] |
| Грэмми                                         | 8 февраля 2015  | Лучший сборник саундтреков для визуальных медиа                                    | —                                                                                               | Победа    | [ 14 ] [ 33 ] [ 34 ] |
| Golden Tomato Awards                           | 9 января 2014   | Лучший анимационный фильм                                                          | —                                                                                               | Победа    | [ 35 ]               |
| Общество кинокритиков Хьюстона                 | 15 декабря 2013 | Лучший анимационный фильм                                                          | —                                                                                               | Победа    | [ 36 ] [ 37 ]        |
| Общество кинокритиков Хьюстона                 | 15 декабря 2013 | Лучшая песня                                                                       | «Let It Go» (Кристен Андерсон-Лопес и Роберт Лопес)                                             | Номинация | [ 36 ] [ 37 ]        |
| Хьюго                                          | 17 августа 2014 | Лучшая постановка (крупная форма)                                                  | —                                                                                               | Номинация | [ 38 ] [ 39 ]        |
| Kids’ Choice Awards                            | 29 марта 2014   | Любимый анимационный фильм                                                         | —                                                                                               | Победа    | [ 40 ]               |
| Motion Picture Sound Editors                   | 16 февраля 2014 | Лучшее монтаж звука анимационного фильма                                           | —                                                                                               | Номинация | [ 41 ] [ 42 ]        |
| Motion Picture Sound Editors                   | 16 февраля 2014 | Лучший монтаж звука — музыка в музыкальном художественном фильме                   | —                                                                                               | Победа    | [ 41 ] [ 42 ]        |
| Кружок кинокритиков Нью-Йорка                  | 3 декабря 2013  | Лучший анимационный фильм                                                          | —                                                                                               | 2-е место | [ 43 ]               |
| Общество онлайн-кинокритиков                   | 16 декабря 2013 | Лучший анимационный фильм                                                          | —                                                                                               | Номинация | [ 44 ]               |
| People’s Choice Awards                         | 8 января 2014   | Любимый фильм уходящего года                                                       | —                                                                                               | Номинация | [ 45 ]               |
| Гильдия продюсеров Америки                     | 19 января 2014  | Выдающийся продюсер анимационных фильмов                                           | Питер Дель Вечо                                                                                 | Победа    | [ 46 ]               |
| Общество кинокритиков Сан-Диего                | 11 декабря 2013 | Лучший анимационный фильм                                                          | —                                                                                               | Номинация | [ 47 ]               |
| Общество кинокритиков залива Сан-Франциско     | 15 декабря 2013 | Лучший анимационный фильм                                                          | —                                                                                               | Победа    | [ 48 ]               |
| Спутник                                        | 23 февраля 2014 | Лучший анимационный фильм                                                          | —                                                                                               | Номинация | [ 49 ]               |
| Спутник                                        | 23 февраля 2014 | Лучшая песня                                                                       | «Let It Go» (Кристен Андерсон-Лопес и Роберт Лопес)                                             | Номинация | [ 49 ]               |
| Сатурн                                         | 26 июня 2014    | Лучший анимационный фильм                                                          | —                                                                                               | Победа    | [ 50 ] [ 51 ]        |
| Сатурн                                         | 26 июня 2014    | Лучший сценарий                                                                    | Дженнифер Ли                                                                                    | Номинация | [ 50 ] [ 51 ]        |
| Ассоциация кинокритиков Сент-Луиса             | 16 декабря 2013 | Лучший анимационный фильм                                                          | —                                                                                               | Победа    | [ 52 ]               |
| Ассоциация кинокритиков Сент-Луиса             | 16 декабря 2013 | Лучший саундтрек                                                                   | —                                                                                               | 2-е место | [ 52 ]               |
| Ассоциация кинокритиков Торонто                | 17 декабря 2013 | Лучший анимационный фильм                                                          | —                                                                                               | 2-е место | [ 53 ]               |
| Общество специалистов по визуальным эффектам   | 12 февраля 2014 | Выдающаяся анимация в анимационном фильме                                          | Крис Бак, Дженнифер Ли, Питер Дель Вечо и Лино ДиСальво                                         | Победа    | [ 54 ]               |
| Общество специалистов по визуальным эффектам   | 12 февраля 2014 | Выдающийся анимированный персонаж в анимационном фильме                            | Возрождение Снежной королевы (Александр Альварадо, Джой Джонсон, Чад Стабблфилд, Уэйн Унтен)    | Победа    | [ 54 ]               |
| Общество специалистов по визуальным эффектам   | 12 февраля 2014 | Выдающаяся сгенерированная окружающая среда в анимационном фильме                  | Ледяной дворец Эльзы (Вирджилио Джон Акино, Алессандро Джакомини, Ланс Саммерс, Дэвид Уомерсли) | Победа    | [ 54 ]               |
| Общество специалистов по визуальным эффектам   | 12 февраля 2014 | Выдающаяся симуляция эффектов в анимационном фильме                                | Метель Эльзы (Эрик В. Араужо, Марк Брайант, Дон Ён-джу, Тим Молиндер)                           | Победа    | [ 54 ]               |
| Ассоциация кинокритиков Вашингтона             | 9 декабря 2013  | Лучший анимационный фильм                                                          | —                                                                                               | Победа    | [ 55 ] [ 56 ]        |
| Ассоциация кинокритиков Вашингтона             | 9 декабря 2013  | Лучшая музыка к фильму                                                             | Кристоф Бек                                                                                     | Номинация | [ 55 ] [ 56 ]        |
| Кружок женщин-кинокритиков                     | 16 декабря 2013 | Лучшие героини анимационного фильма                                                | —                                                                                               | Победа    | [ 57 ]               |